# انگلیسی کالیفرنیایی
انگلیسی کالیفرنیایی یا انگلیسی کالیفرنیا (به انگلیسی: California English) در مجموع به انواع انگلیسی آمریکایی بومی کالیفرنیا اشاره دارد. یک تغییر واکه متمایز نخستین بار توسط زبان‌شناسان در دهه ۱۹۸۰ در جنوب کالیفرنیا و منطقه خلیج سان فرانسیسکو در شمال کالیفرنیا مشاهده شد. این امر به تعریف لهجه‌ای کمک کرد که عمدتاً در میان جوانان، سفیدپوستان، شهری، سخنرانان ساحلی پدیدار می‌شد و به‌طور عمومی با خرده‌فرهنگ‌های دختر دره و پسر موج‌سوار مرتبط بود. این احتمال وجود دارد که این گویش در واقع یک گونه زبان انگلیسی برای سن خاصی باشد، اما ویژگی‌های خاصی از این لهجه در حال تشدید و گسترش جغرافیایی است.
سایر گویش‌های انگلیسی کالیفرنیایی شامل لهجه «شهرستانی» مرتبط با کالیفرنیایی‌های سفیدپوست روستایی و غیرساحلی، لهجه‌ای قدیمی‌تر که زمانی توسط آمریکایی‌های ایرلندی در سان فرانسیسکو صحبت می‌شد و گونه‌های مشخص کالیفرنیایی انگلیسی چیکانو مرتبط با آمریکایی‌های مکزیکی است. تحقیقات نشان داده‌است که خود کالیفرنیایی‌ها مرز زبانی میان شمال و جنوب کالیفرنیا را درک می‌کنند، به‌ویژه در مورد استفاده شمالی‌ها از هلا (hella؛ «بسیار») و استفاده جنوبی‌ها (که امروزه در سراسر کشور استفاده می‌شود) از دود (dude؛ «یارو»)، برو (bro؛ «داداش»)، و لایک (like؛ «مثل»).
با تبدیل شدن کالیفرنیا به یکی از متنوع‌ترین ایالت‌های آمریکا از نظر قومی، انگلیسی‌زبانان با پیشینه‌های مختلف شروع به انتخاب عناصر زبانی مختلف از یکدیگر و همچنین توسعه عناصر جدید کردند که نتیجه آن هم واگرایی و هم همگرایی در انگلیسی کالیفرنیایی است. گرچه زبان‌شناسانی که پیش و بلافاصله پس از جنگ جهانی دوم انگلیسی را مطالعه کردند، تمایل به یافتن الگوهای زبانی منحصر به فرد کالیفرنیا بودند، حتی امروزه هم بیشتر انگلیسی کالیفرنیایی هنوز اساساً با گویش آمریکایی عمومی یا غربی همسو است.

## گونه ساحلی شهری
گونه انگلیسی که بیشتر با کالیفرنیا مرتبط است تا حد زیادی با مناطق اصلی شهری در امتداد ساحل مرتبط است. ویژگی قابل توجه آن عدم وجود واکه /ɔ/ (واکه موجود در caught, stalk, clawed و غیره) است که به‌طور کامل با /ɑ/ (صدای مصوت cot, stock, clod و غیره) همانند سایر مناطق غربی ایالات متحده ادغام شده‌است.
|              | پیشین                                  | پیشین                                  | مرکزی                                  | مرکزی                                  | مرکزی    | مرکزی                                  | پسین |
| ناگرد        | ناگرد                                  | پیشین                                  | گرد                                    | گرد                                    |          |                                        | پسین |
| سست          | سخت                                    | سست                                    | سخت                                    | سست                                    | سخت      | سخت                                    |      |
| ------------ | -------------------------------------- | -------------------------------------- | -------------------------------------- | -------------------------------------- | -------- | -------------------------------------- | ---- |
| بسته         |                                        | i                                      |                                        |                                        |          | Error: {{آوا}}: برچسب زبان ناشناخته: ʉ |      |
| بسته-میانه   | ɪ                                      | Error: {{آوا}}: برچسب زبان ناشناخته: e | ə, ʌ                                   |                                        | ʊ        | oʊ                                     |      |
| باز          | Error: {{آوا}}: برچسب زبان ناشناخته: æ |                                        | Error: {{آوا}}: برچسب زبان ناشناخته: ä | Error: {{آوا}}: برچسب زبان ناشناخته: ä |          |                                        | ɑ    |
| واکه‌های مرکب | aɪ ɔɪ aʊ                               | aɪ ɔɪ aʊ                               | aɪ ɔɪ aʊ                               | aɪ ɔɪ aʊ                               | aɪ ɔɪ aʊ | aɪ ɔɪ aʊ                               |      |

چند فرایند واج‌شناختی به عنوان مختص به انگلیسی کالیفرنیا شناسایی شده‌است. با این حال، این تغییرات واکه‌ها به هیچ وجه در گفتار کالیفرنیایی سراسری نیستند، و هر گویشور کالیفرنیایی ممکن است برخی یا هیچ‌یک از تغییرات مشخص‌شده در زیر را نداشته باشند. این صداها ممکن است در گفتار برخی از مردم مناطق خارج از کالیفرنیا نیز دیده شود.
- واکه‌های پیشین پیش از /ŋ/ بلند می‌شوند، به طوری که صداهای سنتی «a کوتاه» /æ/ و «i کوتاه» /ɪ/ زمانی که قبل از صدای ng /ŋ/ می‌آیند، به ترتیب به صداهای «a بلند» [e] و «ee بلند» [i] تبدیل می‌شوند.[۱۰] در زمینه‌های دیگر، /ɪ/ (مانند bit, rich, quick و غیره) تلفظ نسبتاً بازی دارد، همان‌طور که در نمودار مصوت در اینجا نشان داده شده‌است. به‌طور مشابه، واژه‌ای مانند rang /reɪŋ/ اغلب به جای واکه مشابه با ran /ræn/ در انگلیسی کالیفرنیایی واکه مشابهی با rain /reɪn/ دارد، (از لحاظ آوایی به صورت [ɹɛən] بیان می‌شود).
- در انگلیسی کالیفرنیای جنوبی، تلفظ [i] با تنش حتی زمانی که g حذف می‌شود وجود دارد، به طوری که thinking به جای /ˈθiŋkən/ به صورت /ˈθiŋkin/ ('theenkeen') تلفظ می‌شود.

## مروری بر واژه‌ها
تصویر همگانی یک گویشور معمولی کالیفرنیای جنوبی اغلب تصاویری از به اصطلاح دختران دره را تداعی می‌کند که با آهنگ موفق فرانک و مون زاپا در سال ۱۹۸۲ محبوبیت یافتند، یا گویشور «پسر موج‌سوار» که توسط فیلم‌هایی مانند اوقات خوش در ریجمونت های معروف شد. در حالی که بسیاری از عبارات موجود در این نسخه‌های افراطی از انگلیسی کالیفرنیا از دهه ۱۹۸۰ اکنون ممکن است به عنوان معمولی در نظر گرفته شوند، کلمات خاصی مانند awesome, totally, for sure, harsh, gnarly و dude در کالیفرنیا محبوب باقی مانده‌اند و حتی به سطوح ملی و بین‌المللی نیز گسترش یافته‌اند.
یک مثال رایج از زبان محاوره‌ای شمال کالیفرنیا hella (از «(a) hell of a» (بسیاری از)) به معنای «بسیاری» یا «خیلی» است. می‌توان آن را هم با اسم‌های شمارش و هم با اسم‌های جمعی استفاده کرد. به عنوان مثال: «I haven't seen you in hella long"; "There were hella people there» یا «This guacamole is hellagood». این کلمه می‌تواند به‌طور تصادفی چندین بار به روش‌های مختلف در یک جمله واحد استفاده شود. ارجاعات فرهنگ پاپ به "هلاً رایج است، مانند آهنگ «Hella Good» از گروه نو داوت، که از جنوب کالیفرنیا می‌آیند و "Hella" توسط گروه اسکال استامپ، که از شمال کالیفرنیا آمده‌اند.
کالیفرنیا، مانند سایر ایالت‌های جنوب غربی، واژگان بسیاری را از اسپانیایی وام گرفته‌است، به ویژه برای نام مکان‌ها، غذاها و سایر اقلام فرهنگی، که منعکس‌کننده میراث زبانی کالیفرنیوس و همچنین مهاجرت‌های اخیر از مکزیک و جاهای دیگر در آمریکای لاتین است. تراکم بالای گروه‌های قومی مختلف در سراسر ایالت به آشنایی عمومی با واژگان توصیف‌کننده پدیده‌ها (به ویژه فرهنگی) کمک کرده‌است.
در سال ۱۹۵۸، مقاله‌نویس کلیفتون فادیمن اشاره کرد که شمال کالیفرنیا تنها مکانی است (به جز انگلستان و منطقه اطراف انتاریو و دشت‌های کانادا) که در آن واژه چسترفیلد (chesterfield) به عنوان مترادف مبل (sofa) یا کاناپه (couch) استفاده می‌شود.

### آزادراه‌ها
در منطقه شهری لس آنجلس، امپراتوری داخلی، دره کواچلا و سن دیگو، آزادراه‌ها اغلب با نام یا شماره مسیر مورد اشاره قرار می‌گیرند، اما با اضافه کردن حرف تعریف «the»، مانند «the 405 North» یا «The 605». این استفاده در برنامه پخش زنده شنبه شب با عنوان «The Californians» تقلید شده‌است. در مقابل، گویشوران شمال کالیفرنیا حرف تعریف را حذف می‌کند.